# ピエロス・ソティリウ
ピエロス・ソティリウ（Pieros Sotiriou、希: Πιέρος Σωτηρίου、1993年1月13日 - ）は、キプロス・ニコシア出身のプロサッカー選手。キプロス・ファーストディビジョン・APOELニコシア所属。ポジションはフォワード（FW）。キプロス代表。

## クラブ経歴

### オリンピアコス・ニコシア
オリンピアコス・ニコシアの育成組織でサッカーを始める。オリンピアコスが2部リーグに所属していた2009–10シーズンに公式戦デビューを果たし、4試合に出場、1得点を挙げる。オリンピアコスの1部リーグ昇格後の2011年3月19日、ドクサ・カトコピアスとの試合で11分間プレーして1部リーグ初出場。同シーズンは5試合に出場した。翌シーズンは16試合に出場（うち先発2試合）し、2011年9月18日のアポエルとの試合で1部リーグでの初ゴールを決める。
2012年シーズンオフにはEFLチャンピオンシップのシェフィールド・ウェンズデイが獲得に興味を示していると報じられ、2012年8月5日にはラ・リーガのベンフィカの練習にも参加したが、最終的にオリンピアコスに残留。 2012年11月16日、彼はオリンピアコスとの3年間の契約延長にサインした。
2012–13シーズン終了後、キプロスサッカー協会から「ヤングプレーヤー・オブ・ザ・シーズン」を受賞した。

### APOEL
2012年12月24日、9万ユーロの移籍金でAPOELニコシアへの移籍合意が発表された。2012–13シーズン終了までオリンピアコスに在籍した上で2013年6月からAPOELとの4年契約が発効するというものであった。
2013年8月29日にGSPスタジアムで行われたUEFAヨーロッパリーグ 2013-14（UEL）プレーオフのズルテ・ワレヘム戦に68分から出場（試合はAPOELが1-2で敗戦）。2013–14シーズン中、UELグループステージには3試合に出場したほか、国内ではチームがリーグ戦、キプロス・カップ、キプロス・スーパーカップの三大タイトルを総なめにした。
翌シーズンは2014年9月20日のアイヤ・ナパ戦でAPOELでの初ゴールを挙げ、同年12月10日にはUEFAチャンピオンズリーググループステージ・アヤックス戦の65分から出場を果たす。2014年12月15日の国内リーグ・AEK ラルナカ戦では2ゴールを挙げた。2014–15シーズンは、APOELがリーグ戦とカップ戦の2冠を達成した。
2016年4月28日には、リーグ優勝を争うAEKラルナカとの直接対戦でオープニングゴールを決め、APOELのリーグ4連覇をたぐり寄せた。
2016年7月19日にはUEFAチャンピオンズリーグ予選2回戦のニュー・セインツ（ウェールズ）戦でゴールを決め、UEFA公式戦での初ゴールを挙げる。2016年8月24日のUEFAチャンピオンズプレーオフのFCコペンハーゲン戦でもゴールを挙げたが、チームは1-2で敗れ、UEFAヨーロッパリーグに降格した。
2016年 9月19日、ソティリウはAPOELと2020年5月31日までの3年間の契約延長にサインした。
同年9月29日のUEFAヨーロッパリーググループステージのオリンピアコス（ギリシャ）戦、ならびに11月3日のBSCヤングボーイズ（スイス）戦でゴールを挙げ、いずれも1-0の勝利に貢献。さらに2017年1月8日には国内リーグ戦のアリス・リマソール戦で初めてのハットトリックを記録。2017年2月23日には、UEFAヨーロッパリーグラウンド32・アスレティック・ビルバオ（スペイン）戦の2ndレグで先制点を挙げ、1stレグでの2-3のビハインドからの逆転勝利（2-0、2戦合計4-3）によるクラブ史上初のUELラウンド16進出に大きく貢献した。こういった活躍が評価され、ソティリウはキプロスサッカー協会から「2016-17シーズン最優秀選手」賞を受賞した。

### FCコペンハーゲン
2017年4月25日、デンマーク1部のFCコペンハーゲンとの間で2017年7月1日からの5年契約にサインしたことが発表された。1年目からチーム得点王となる活躍を見せ、2年目にはリーグ優勝に貢献した。

### アスタナ
2020年2月20日、 カザフスタン1部のFCアスタナが、ソティリウと3年契約を結んだことを発表した。契約を残していたコペンハーゲンに支払われた移籍金は 3,700 万DKK (約 500 万ユーロ、400 万ポンド) と報じられている 。

### ルドゴレツ・ラズグラド
2021年2月、ソティリウはブルガリア1部のルドゴレツ・ラズグラドと3年半の契約を結んで移籍した。国内リーグ優勝に貢献したほか、2021−22シーズンには17ゴールでリーグ得点王となっている。
ルドゴレツでのプレー中、日本の浦和レッズからの移籍オファーが複数回届いたが、クラブがこれを拒否したと報じられている。

### サンフレッチェ広島
2022年8月15日、前年よりソティリウを補強対象としてリストアップしていたサンフレッチェ広島が完全移籍での加入を発表した。広島は前年獲得したジュニオール・サントスがチーム戦術への理解が乏しいことからミヒャエル・スキッベ監督の構想外となっており、サントスに代わるストライカーの補強が急務となっていた。ルドゴレツとは契約が残っていたが、移籍金200万ユーロ（約2億7000万円）を払っての完全移籍、ならびに3年総額270万ユーロ（約3億7000万円）の長期契約を結んだと報じられている。同年8月27日のJ1リーグ第27節セレッソ大阪戦で来日初ゴールを記録。また同年のルヴァン杯決勝では、またもセレッソ相手に同点ゴールと逆転ゴールを決めMVPを受賞、チームのルヴァン杯優勝に大きく貢献した。

## 代表経歴
2012年10月10日、ソティリウは2014 FIFAワールドカップ欧州予選のスロベニア戦とノルウェー戦に臨むキプロス代表に初招集されたが、いずれの試合もベンチ入りに留まり出場機会は得られなかった。
2012年11月14日にGSPスタジアムで開催されたフィンランドとの親善試合で63分から途中出場し代表デビューを果たした。その後も定期的に代表に召集され、2016年11月13日に行われた2018 FIFAワールドカップ欧州予選グループHでのホーム・ジブラルタル戦で代表初ゴールを挙げ、2017年6月9日に行われたアウェイ・ジブラルタル戦で2ゴール目を決めた。

## 個人成績

### クラブ
2022年12月19日現在
- 下記において年間通算成績にはスーパーカップの出場歴・得点数を含む。

| クラブ成績   | クラブ成績     | クラブ成績   | リーグ | リーグ | カップ | カップ | リーグ杯 | リーグ杯 | 国際大会   | 国際大会   | 通算 | 通算 |
| シーズン     | クラブ         | リーグ       | 出場   | 得点   | 出場   | 得点   | 出場     | 得点     | 出場       | 得点       | 出場 | 得点 |
| キプロス     | キプロス       | キプロス     | リーグ | リーグ | カップ | カップ | リーグ杯 | リーグ杯 | ヨーロッパ | ヨーロッパ | 通算 | 通算 |
| ------------ | -------------- | ------------ | ------ | ------ | ------ | ------ | -------- | -------- | ---------- | ---------- | ---- | ---- |
| 2009-10      | オリンピアコス | 2nd Div.     | 4      | 1      | 0      | 0      | —        | —        | —          | —          | 4    | 1    |
| 2010–11      | オリンピアコス | 1st Div.     | 6      | 0      | 0      | 0      | —        | —        | —          | —          | 6    | 0    |
| 2011–12      | オリンピアコス | 1st Div.     | 16     | 1      | 2      | 1      | —        | —        | —          | —          | 18   | 2    |
| 2012–13      | オリンピアコス | 1st Div.     | 29     | 7      | 2      | 1      | —        | —        | —          | —          | 31   | 8    |
| 2013–14      | APOEL          | 1st Div.     | 5      | 0      | 0      | 0      | —        | —        | 4          | 0          | 9    | 0    |
| 2014–15      | APOEL          | 1st Div.     | 10     | 4      | 1      | 0      | —        | —        | 2          | 0          | 13   | 4    |
| 2015–16      | APOEL          | 1st Div.     | 26     | 10     | 5      | 1      | —        | —        | 7          | 0          | 38   | 11   |
| 2016–17      | APOEL          | 1st Div.     | 32     | 21     | 5      | 1      | —        | —        | 15         | 5          | 53   | 27   |
| デンマーク   | デンマーク     | デンマーク   | リーグ | リーグ | DBU杯  | DBU杯  | リーグ杯 | リーグ杯 | ヨーロッパ | ヨーロッパ | 通算 | 通算 |
| 2017–18      | コペンハーゲン | SL           | 33     | 14     | 1      | 0      | —        | —        | 14         | 2          | 48   | 16   |
| 2018–19      | コペンハーゲン | SL           | 20     | 2      | 1      | 2      | —        | —        | 9          | 2          | 30   | 6    |
| 2019–20      | コペンハーゲン | SL           | 17     | 9      | 1      | 1      | —        | —        | 11         | 3          | 29   | 13   |
| カザフスタン | カザフスタン   | カザフスタン | リーグ | リーグ | カップ | カップ | リーグ杯 | リーグ杯 | ヨーロッパ | ヨーロッパ | 通算 | 通算 |
| 2020         | アスタナ       | プレミア     | 14     | 6      | 0      | 0      | —        | —        | 2          | 0          | 17   | 7    |
| ブルガリア   | ブルガリア     | ブルガリア   | リーグ | リーグ | カップ | カップ | リーグ杯 | リーグ杯 | ヨーロッパ | ヨーロッパ | 通算 | 通算 |
| 2020–21      | ルドゴレツ     | パルヴァ     | 9      | 1      | 4      | 1      | —        | —        | 0          | 0          | 13   | 2    |
| 2021–22      | ルドゴレツ     | パルヴァ     | 25     | 17     | 2      | 1      | —        | —        | 14         | 4          | 42   | 23   |
| 2022–23      | ルドゴレツ     | パルヴァ     | 2      | 1      | 0      | 0      | —        | —        | 3          | 3          | 5    | 4    |
| 日本         | 日本           | 日本         | リーグ | リーグ | 天皇杯 | 天皇杯 | リーグ杯 | リーグ杯 | アジア     | アジア     | 通算 | 通算 |
| 2022         | 広島           | J1           | 7      | 1      | 3      | 0      | 1        | 2        | —          | —          | 11   | 3    |
| 2023         | 広島           | J1           | 19     | 4      | 0      | 0      | 1        | 0        | —          | —          | 20   | 4    |
| 2024         | 広島           | J1           | 25     | 9      | 1      | 0      | 4        | 1        | —          | —          | 30   | 10   |
| 通算         | キプロス       | キプロス     | 128    | 44     | 15     | 4      | 1        | 0        | 28         | 5          | 172  | 53   |
| 通算         | デンマーク     | デンマーク   | 71     | 25     | 5      | 3      | —        | —        | 34         | 7          | 110  | 35   |
| 通算         | カザフスタン   | カザフスタン | 14     | 6      | 0      | 0      | 1        | 1        | 2          | 0          | 17   | 7    |
| 通算         | ブルガリア     | ブルガリア   | 36     | 19     | 6      | 2      | 17       | 7        | 1          | 1          | 60   | 29   |
| 通算         | 日本           | 日本         | 51     | 14     | 4      | 0      | 6        | 3        | —          | —          | 61   | 17   |
| 総通算       | 総通算         | 総通算       | 300    | 108    | 30     | 9      | 87       | 22       | 3          | 2          | 420  | 141  |

スーパーカップ出場歴
- キプロス・スーパーカップ：1試合0得点（2016-17）
- カザフスタン・スペルクボグィ：1試合1得点（2020）
- ブルガリア・スーパーカップ：1試合1得点（2021-2022）

## 代表歴

### 試合数
- 国際Aマッチ 60試合 12得点（2012年-）[41]

| キプロス代表 | 国際Aマッチ | 国際Aマッチ |
| 年           | 出場        | 得点        |
| ------------ | ----------- | ----------- |
| 2012         | 1           | 0           |
| 2013         | 7           | 0           |
| 2014         | 3           | 0           |
| 2015         | 3           | 0           |
| 2016         | 5           | 1           |
| 2017         | 8           | 4           |
| 2018         | 5           | 1           |
| 2019         | 8           | 4           |
| 2020         | 4           | 0           |
| 2021         | 7           | 1           |
| 2022         | 7           | 1           |
| 2023         | 2           | 0           |
| 2024         |             |             |
| 通算         | 60          | 10          |

### 得点
下記のスコアは、ホーム・アウェイ関係なくキプロスのゴールを先に記している。
| #  | 日付           | 会場                                                                                 | 相手                     | 得点 | 結果 | 大会                                                 |
| -- | -------------- | ------------------------------------------------------------------------------------ | ------------------------ | ---- | ---- | ---------------------------------------------------- |
| 1  | 2016年11月13日 | GSPスタジアム、ニコシア、キプロス                                                    | ジブラルタル             | 2–1  | 3–1  | 2018 FIFAワールドカップ・ヨーロッパ予選グループH     |
| 2  | 2017年6月9日   | エスタディオ・アルガルヴェ、ファロ/ローレ,ポルトガル                                 | ジブラルタル             | 2–1  | 2–1  | 2018 FIFAワールドカップ・ヨーロッパ予選グループH     |
| 3  | 2017年8月31日  | GSPスタジアム、ニコシア、キプロス                                                    | ボスニア・ヘルツェゴビナ | 3–2  | 3–2  | 2018 FIFAワールドカップ・ヨーロッパ予選グループH     |
| 4  | 2017年10月7日  | GSPスタジアム、ニコシア、キプロス                                                    | ギリシャ                 | 1–0  | 1–2  | 2018 FIFAワールドカップ・ヨーロッパ予選グループH     |
| 5  | 2017年11月13日 | ワスゲン・サルキシャン・アンヴァン・ハンラペタカン・マルザダシ、エレバン、アルメニア | アルメニア               | 2–3  | 2–3  | 国際親善試合                                         |
| 6  | 2018年9月9日   | GSPスタジアム、ニコシア、キプロス                                                    | スロベニア               | 1–1  | 2–1  | UEFAネーションズリーグ2018-19・リーグC               |
| 7  | 2019年3月21日  | GSPスタジアム、ニコシア、キプロス                                                    | サンマリノ               | 1–0  | 5–0  | UEFA EURO 2020予選・グループI                        |
| 8  | 2019年3月21日  | GSPスタジアム、ニコシア、キプロス                                                    | サンマリノ               | 2–0  | 5–0  | UEFA EURO 2020予選・グループI                        |
| 9  | 2019年9月6日   | GSPスタジアム、ニコシア、キプロス                                                    | カザフスタン             | 1–1  | 1–1  | UEFA EURO 2020予選・グループI                        |
| 10 | 2019年10月10日 | アスタナアリーナ、ヌルスルタン、カザフスタン                                         | カザフスタン             | 1–1  | 2–1  | UEFA EURO 2020予選・グループI                        |
| 11 | 2021年10月11日 | AEKアリーナ、ラルナカ、キプロス                                                      | マルタ                   | 2–1  | 2–2  | 2022 FIFAワールドカップ・ヨーロッパ予選グループH     |
| 12 | 2022年3月29日  | AEKアリーナ、ラルナカ、キプロス                                                      | エストニア               | 2–0  | 2–0  | UEFAネーションズリーグ2020-21・リーグC残留プレーオフ |

## タイトル

### クラブ
アポエル
- キプロス・ファーストディビジョン： 2013–14、2014–15、2015–16、2016–17
- キプロス・カップ: 2013–14, 2014–15
- キプロス・スーパーカップ: 2013

コペンハーゲン
- デンマーク・スーペルリーガ: 2018–19 [42]

アスタナ
- カザフスタン・スペルクボグィ: 2020 [43]

ルドゴレツ・ラズグラド
- パルヴァ・リーガ: (2) 2020–21, 2021–22
- ブルガリア・スーパーカップ: 2021

サンフレッチェ広島
- Jリーグカップ: 2022

### 個人
- キプロスサッカー協会
  - シーズン最優秀若手選手：2012–13
  - シーズン最優秀選手：2016–17 [26]
- ブルガリア・ファーストリーグ
  - 得点王：2021-22
- Jリーグカップ
  - MVP：2022

### 注記
1. 1 2  UEFAヨーロッパリーグに出場
2. 1 2  UEFAチャンピオンズリーグに出場
3. ↑  UEFAチャンピオンズリーグに5試合、UEFAヨーロッパリーグに2試合出場
4. ↑  UEFAチャンピオンズリーグに6試合出場・2得点、UEFAヨーロッパリーグに9試合出場・3得点。
5. ↑  UEFAチャンピオンズリーグに8試合出場・1得点、UEFAヨーロッパリーグに6試合出場・1得点。
6. ↑  UEFAチャンピオンズリーグに3試合出場・1得点、UEFAヨーロッパリーグに8試合出場・2得点。
7. ↑  UEFAチャンピオンズリーグに1試合出場、UEFAヨーロッパリーグに1試合出場。
8. ↑  UEFAチャンピオンズリーグに8試合出場・3得点、UEFAヨーロッパリーグに6試合出場・1得点。